# Elektrougli
Elektrougli (russisch Электроугли) ist eine Stadt mit 20.136 Einwohnern (Stand 14. Oktober 2010) im Rajon Noginsk der östlichen Oblast Moskau, Russland. Sie liegt 36 km von Moskau und 20 km vom Rajon-Zentrum Noginsk entfernt.

## Geschichte
Elektrougli entstand 1899 an der damals bereits erbauten Eisenbahnstrecke von Moskau nach Nischni Nowgorod mit Gründung eines Elektroindustriebetriebes, der dem Ort auch seinen heutigen Namen gegeben hat (Elektrougli bedeutet „Elektrokohlen“). Von 1935 bis 1956 hatte es den Status einer Arbeitersiedlung, danach erhielt es Stadtrechte.

### Bevölkerungsentwicklung
| Jahr | Einwohner |
| ---- | --------- |
| 1939 | 8.520     |
| 1959 | 14.016    |
| 1970 | 17.168    |
| 1979 | 19.369    |
| 1989 | 18.645    |
| 2002 | 16.717    |
| 2010 | 20.136    |

Anmerkung: Volkszählungsdaten

## Wirtschaft und Infrastruktur
Hauptbetrieb der Stadt ist bis heute die Fabrik Elektrougli, ferner gibt es im Ort ein Kabelwerk und eine Keramikfabrik. Elektrougli ist zudem Standort eines Forschungsinstituts für die Entwicklung von Elektrokohlenerzeugnissen für die Rüstungsindustrie. Dieses war auch an der Erarbeitung der Interkontinentalrakete Topol-M beteiligt.
Die nächste Fernstraße ist die M12. Eisenbahnverbindungen bestehen über die Nischni Nowgoroder Strecke (vormals eine Teilstrecke der Transsib), an der Elektrougli einen kleinen Regionalbahnhof hat. Mit Moskau bestehen zudem regelmäßige Busverbindungen.

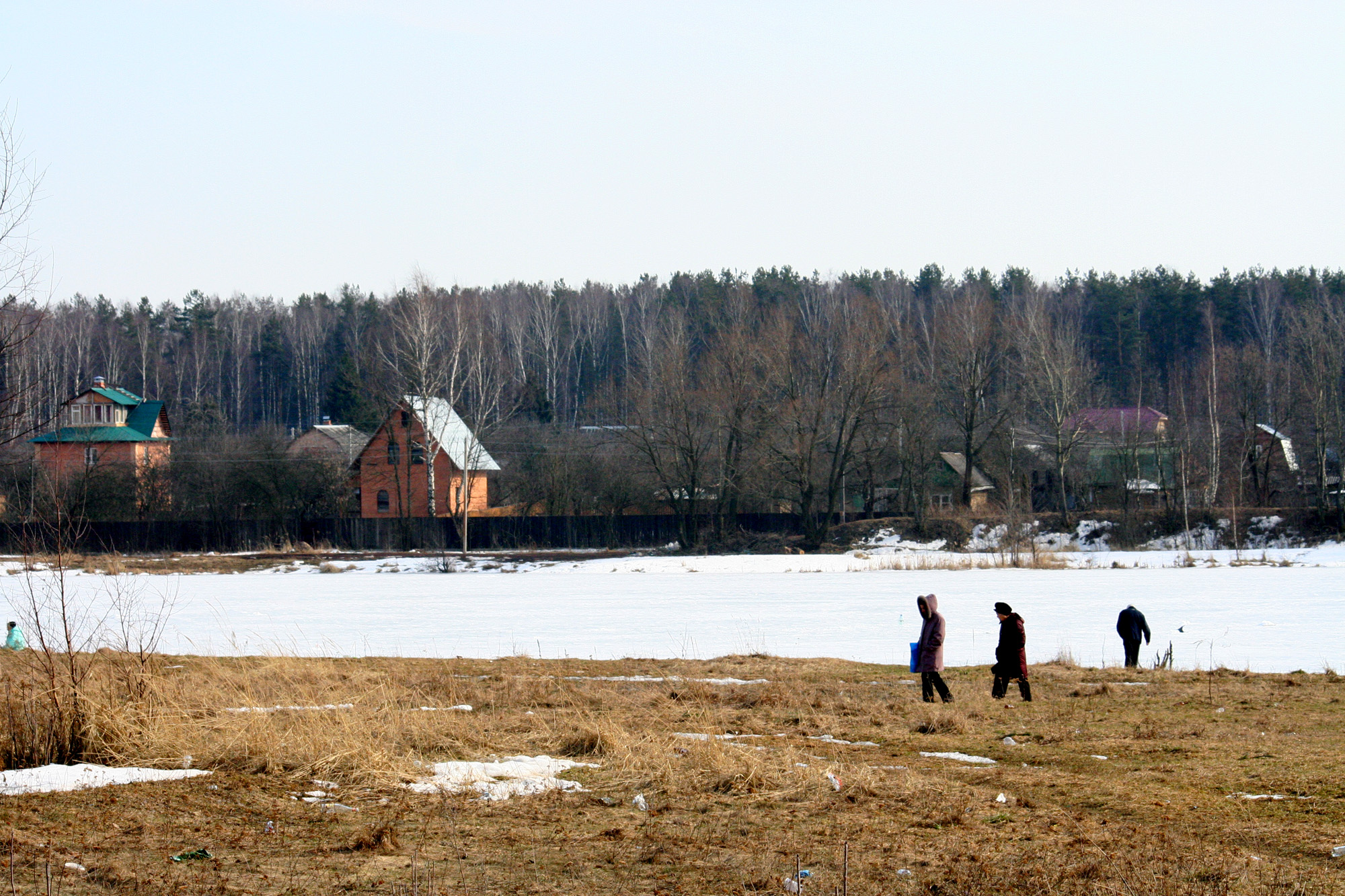
Ein See in Elektrougli
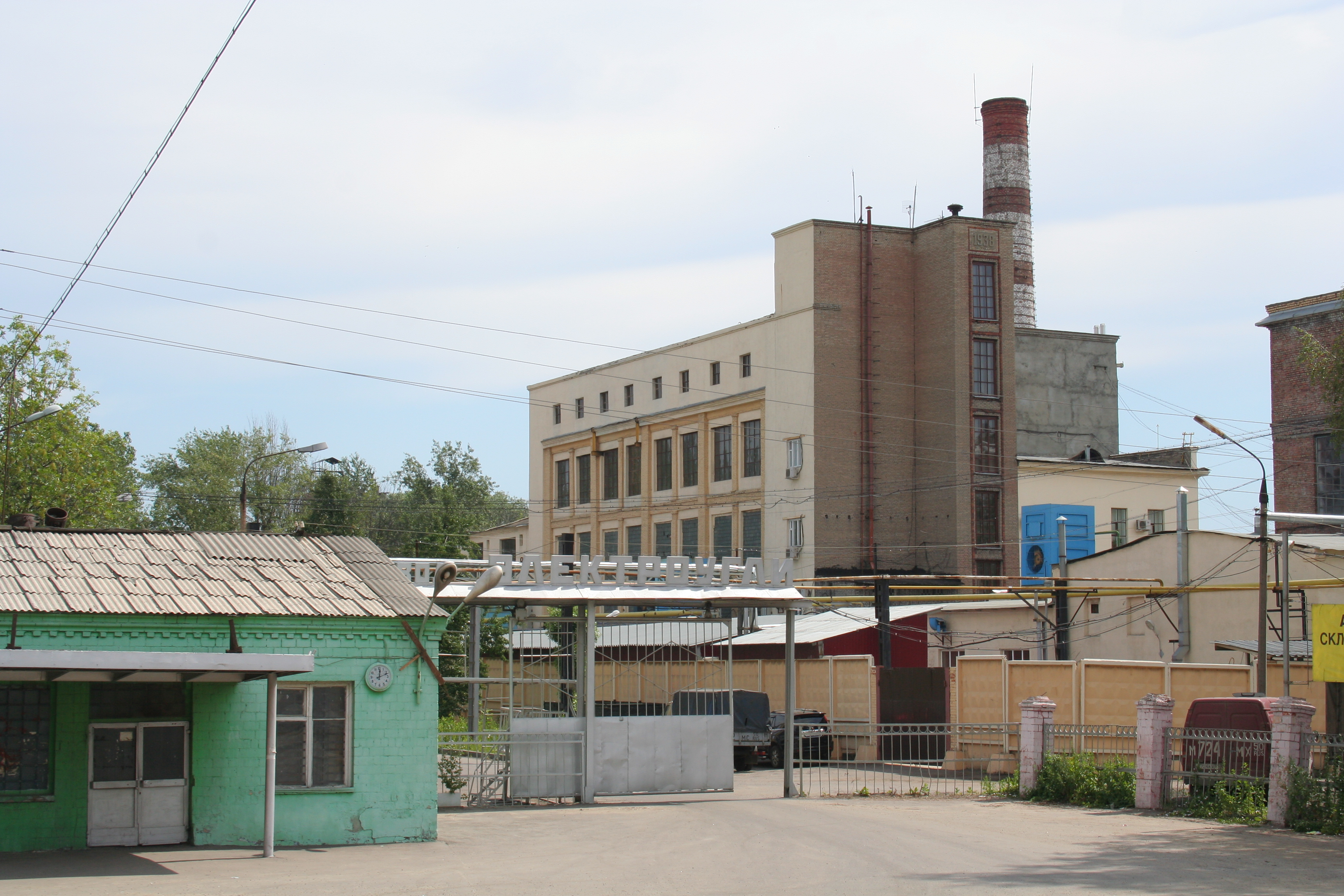
Elektrokohlen-Fabrik
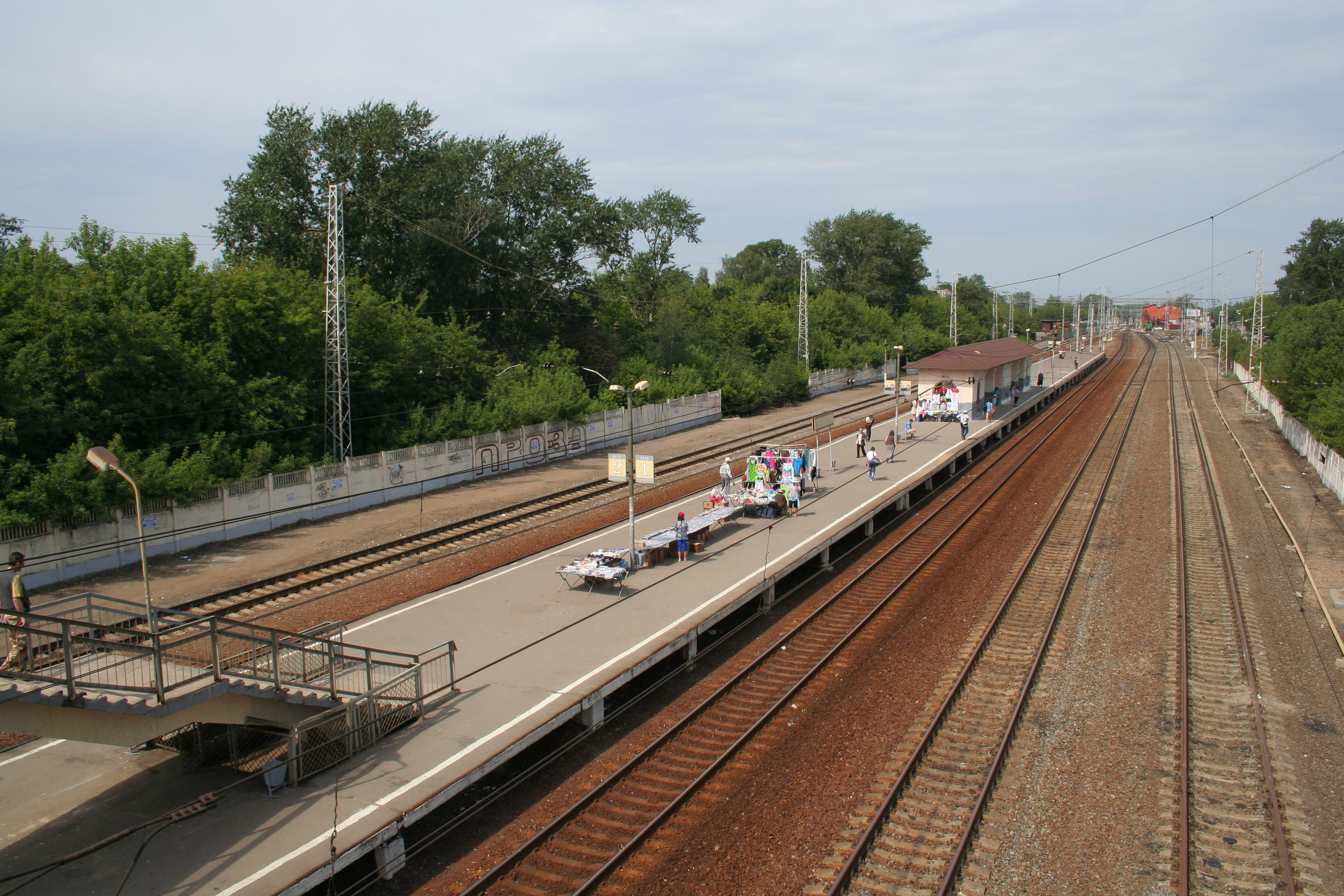
Eisenbahnstation Elektrougli
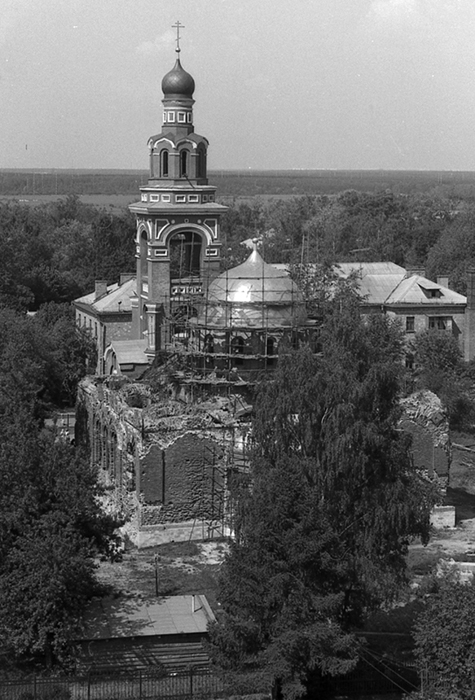
Dreifaltigkeitskirche in Elektrougli – 1994